# Antônio de Alcântara Machado
Pour les articles homonymes, voir Machado.
Antônio de Alcântara Machado (São Paulo, 1901 - Rio de Janeiro, 1935) est un journaliste, critique et écrivain brésilien, figure du mouvement moderniste brésilien.

## Œuvres
Il est l'auteur du reportage Pathé-Baby (1926), des recueils de nouvelles Brás, Bexiga e Barra Funda (pt) (1927) et Laranja da China (pt) (1928), et du roman inachevé Mana Maria (1936).

### Traductions en français
- Pathé-Baby, préface d'Oswald de Andrade, traduction d'Antoine Chareyre, Paris, Éditions Pétra, coll. « Voix d'ailleurs », 2013  (ISBN 9782847430653)
- Brás, Bexiga et Barra Funda (Informations de São Paulo), traduction, notes, suppléments, bibliographie et postface par Antoine Chareyre, Paris, L'oncle d'Amérique, 2021[1]